# 화억옹주
화억옹주(和憶翁主, 1717년 4월 22일 ~ 1718년 4월 8일)는 조선의 옹주이자 영조의 장녀이며, 어머니는 정빈 이씨이다.

## 생애
1717년(숙종 43년) 4월 22일, 한성부 창의궁 사저에서 당시 국왕이었던 숙종의 넷째아들 연잉군(영조)과 첩실 이씨(정빈 이씨)의 딸로 태어났다.
이름은 향염(香艶)이며, 숙종에게는 첫 손주이고 영조에게도 첫 자식이어서 사랑을 많이 받았으나 돌을 보름 정도 앞두고 병으로 요절하였다.
당시 연잉군은 어머니 숙빈 최씨의 상중이어서 바로 장사를 치르지 못하고 나중에 장사를 치렀는데, 첫 자식에 대한 애틋함이 남달라서 딸에 대하여 광지에 글을 남겼다.
죽은지 55년후인 1773년(영조 49년) 10월 7일, 영조에 의해 화억옹주(和憶翁主)로 추증되었다.

## 가족 관계
- 조부 : 숙종(肅宗, 1661 ~ 1720)
- 조모 : 숙빈 최씨(淑嬪 崔氏, 1670 ~ 1718)
  - 아버지 : 영조(英祖, 1694 ~ 1776)
- 외조부 : 이후철(李後哲)
- 외조모 : 김해 김씨(金海 金氏)
  - 어머니 : 정빈 이씨(靖嬪 李氏, 1694 ~ 1721)
    - 남동생 : 진종(眞宗, 1719 ~ 1728)
    - 여동생 : 화순옹주(和順翁主, 1720 ~ 1758)